# Constellation de la douleur
La Constellation de la douleur est un ensemble de neuf statues géantes, œuvre de Christian Lapie, dressées sur le territoire de la commune d'Oulches-la-Vallée-Foulon, dans le département de l'Aisne, sur une des pentes du chemin des Dames, à proximité de la caverne du Dragon, en hommage aux soldats d'Afrique subsaharienne tombés en 1917 lors de la bataille du Chemin des Dames pendant la  Première Guerre mondiale.
La sculpture est inaugurée le 22 septembre 2007, dans le cadre des commémorations du 90e anniversaire des batailles du Chemin des Dames.

## Historique
Le 16 avril 1917, au tout début de l'offensive Nivelle lancée pour tenter de rompre le front allemand entre Soissons et Reims, 15 000 tirailleurs sénégalais s'élancent à l'assaut du plateau du Chemin des Dames. L'attaque est un échec, 1 400 soldats africains meurent ce jour-là sur les flancs du plateau. Appelés généralement « tirailleurs sénégalais », les soldats africains de l’armée française morts au cours de la Première Guerre mondiale, sont originaires en fait de toutes les anciennes colonies de  Afrique-Occidentale française, comprenant : le Bénin, le Burkina Faso, la Côte d'Ivoire, la Guinée, le Mali, la Mauritanie, le Niger et le Sénégal,.
Les statues de la Constellation de la douleur ont été réalisées dans le cadre d'une commande du Conseil général de l'Aisne pour le 90e anniversaire de la bataille du Chemin des Dames de 1917, au cours de laquelle sont tombés de très nombreux soldats africains des bataillons de tirailleurs sénégalais. Elles ont été inaugurées le 22 septembre 2007 par Yves Daudigny, président du conseil général. Au cours de la cérémonie, un hommage musical aux soldats africains a été rendu par le saxophoniste Manu Dibango et le comédien Didier Perrier a lu le poème Hosties noires de Léopold Sédar Senghor.
La Constellation de la douleur est l'unique œuvre d’art en France rendant hommage aux soldats d'Afrique subsaharienne morts au cours de la Première Guerre mondiale.

## Caractéristiques
L'ensemble est composé de neuf statues anthropomorphes en bois de chêne enduit de goudron, toutes de même hauteur (6 m) et élancées vers le ciel. Ces statues sans bras ni jambes ni visage sont sans âge et asexuées. La disposition a été réalisée avec le concours des architectes Maud Leforestier et Frédéric Blérot.

Christian Lapie a présenté ainsi son œuvre : 

« L'idée de douleur était évidente pour moi: les souffrances sur cette terre du Chemin des Dames, c'est quelque chose d'absolument insensé ! Mais cette jeunesse de la douleur pour tous ces Africains - et pour les autres! - comment la relier à quelque chose qui soit une sorte de pérennité, d'éternité, de constance? Puis on a décidé d'implanter l’œuvre près de la caverne du Dragon. Il se trouve qu'il existe une constellation du Dragon. Et j'ai pensé que ces étoiles étaient comme une présence permanente, un écho dans le ciel de la douleur de ces gens qui ne sont plus là. »